# Nativité avec le portrait du cardinal Jean Rolin

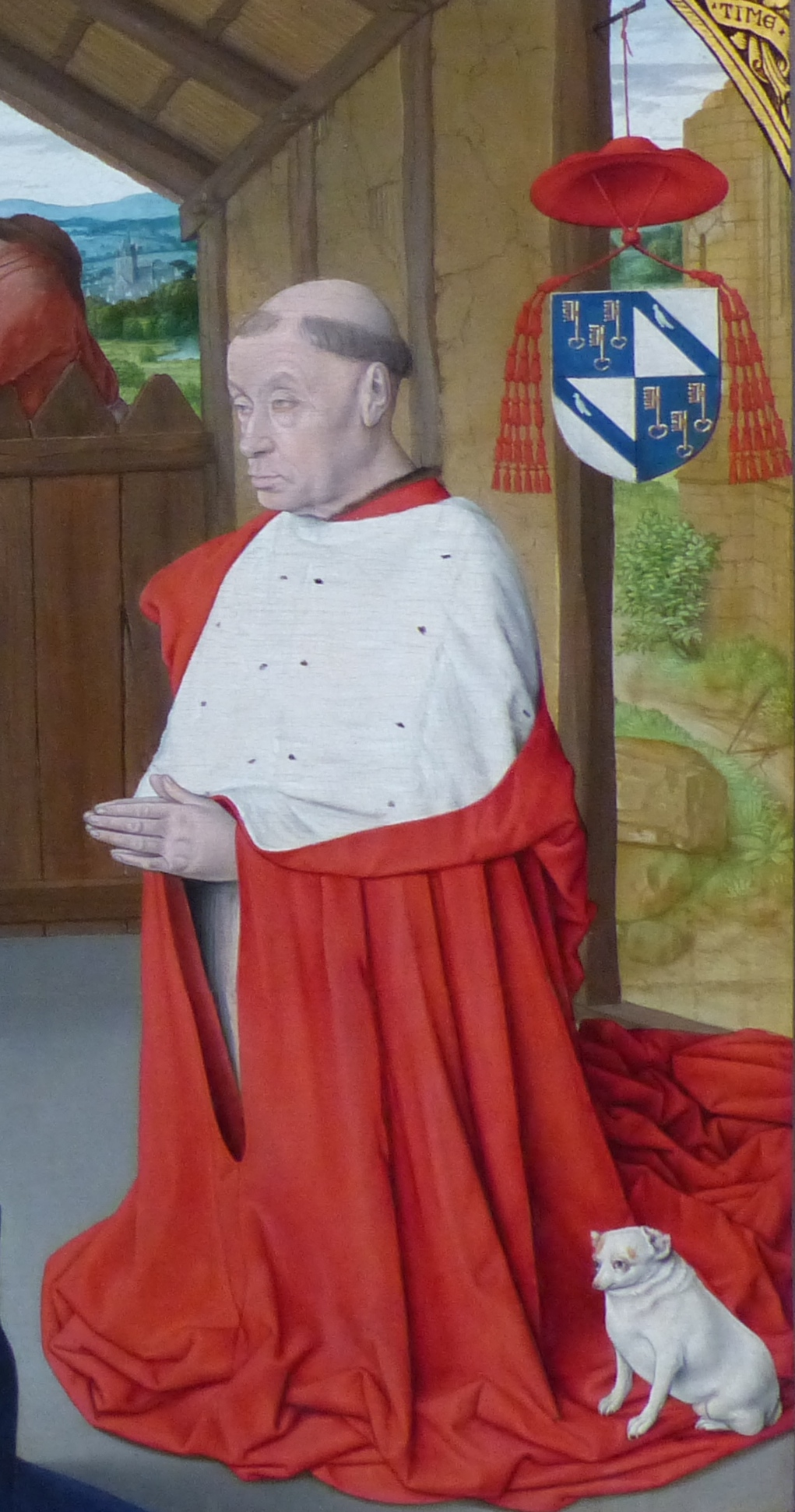
Posture agenouillée du donateur le cardinal Rolin.

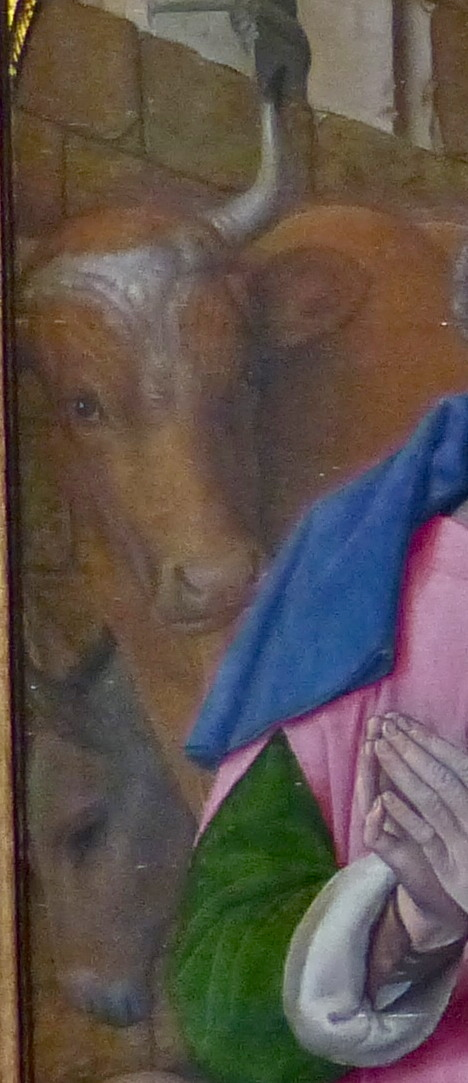
Détail montrant la présence de l'âne sous la tête du bœuf.

La Nativité avec le portrait du cardinal Jean Rolin (dite aussi La Nativité au cardinal Jean Rolin, Nativité du Maître de Moulins, ou même Nativité d'Autun), est une peinture à l'huile sur bois attribuée au dit Maître de Moulins datant de 1480 et conservée au musée Rolin de la ville d'Autun.

## Histoire
Le cardinal Jean Rolin, qui fit restaurer la cathédrale Saint-Nazaire d'Autun (disparue) et fit bâtir la flèche de la cathédrale Saint-Lazare d'Autun en 1469, fut un des protecteurs du Maître de Moulins, l'auteur attribué du  tableau et qui le réalisa trois ans avant la mort du commanditaire et dont ce fut la première œuvre.
L'œuvre est visible aujourd'hui à Autun dans le musée Rolin, qui fut la maison natale de son père, le chancelier Nicolas Rolin, né et mort dans la ville.

## Description
Il s'agit d'une Nativité : Jésus enfant est visible dans son berceau, dans le bas à gauche de la composition ; il est entouré de ses parents, Marie et Joseph, du donateur (à droite) et au fond derrière une palissade, des bergers.
L'iconographie chrétienne du thème est respectée avec l'étable ouverte (dégradée) vers le paysage champêtre, la présence d'animaux (le bœuf et l'âne - aux têtes superposées -  dans la crèche à gauche, des moutons paissant au loin dans l'arrière-plan bleuté).
On remarquera aussi les classiques éléments d'architecture qui se doivent d'être présents (ici, à gauche avec la colonne de porphyre pour l'invocation de l'Antique, un mur médiéval et sa fenêtre gothique à meneau, et une église dans le lointain bleuté pour l'histoire déduite de l'avènement du Christ).
Le donateur placé à droite est agenouillé, accompagné de ses attributs cardinalices (la cape pourpre, la mozette d'hermine). Son chapeau (le galero) à large bord et houppes et son écu sont accrochés à un piton placé sur un des montants de bois de la crèche ; un petit chien repu (le sien) l'accompagne également assis sur les plis de sa cape au sol.
La carnation de la Vierge (mains et visage) est particulièrement blanche (la marque de son origine noble) en confusion avec sa coiffe et en contraste avec le bleu de sa robe dite « saphiréene » a contrario des autres protagonistes à la couleur de chair classiquement plus bistre, liée à leur origine plus terrienne ou populaire.
Deux arcatures de bois dorées apparaissent dans les coins du haut du tableau ; elles portent chacune des branches à feuilles avec un phylactère à l'inscription latine de sa devise : Deum Time (« Crains Dieu »).
Un ange bleuté est situé à l'aplomb de la tête de la Vierge, mais également très loin dans le décor de l'arrière-plan.

Détails iconographiques
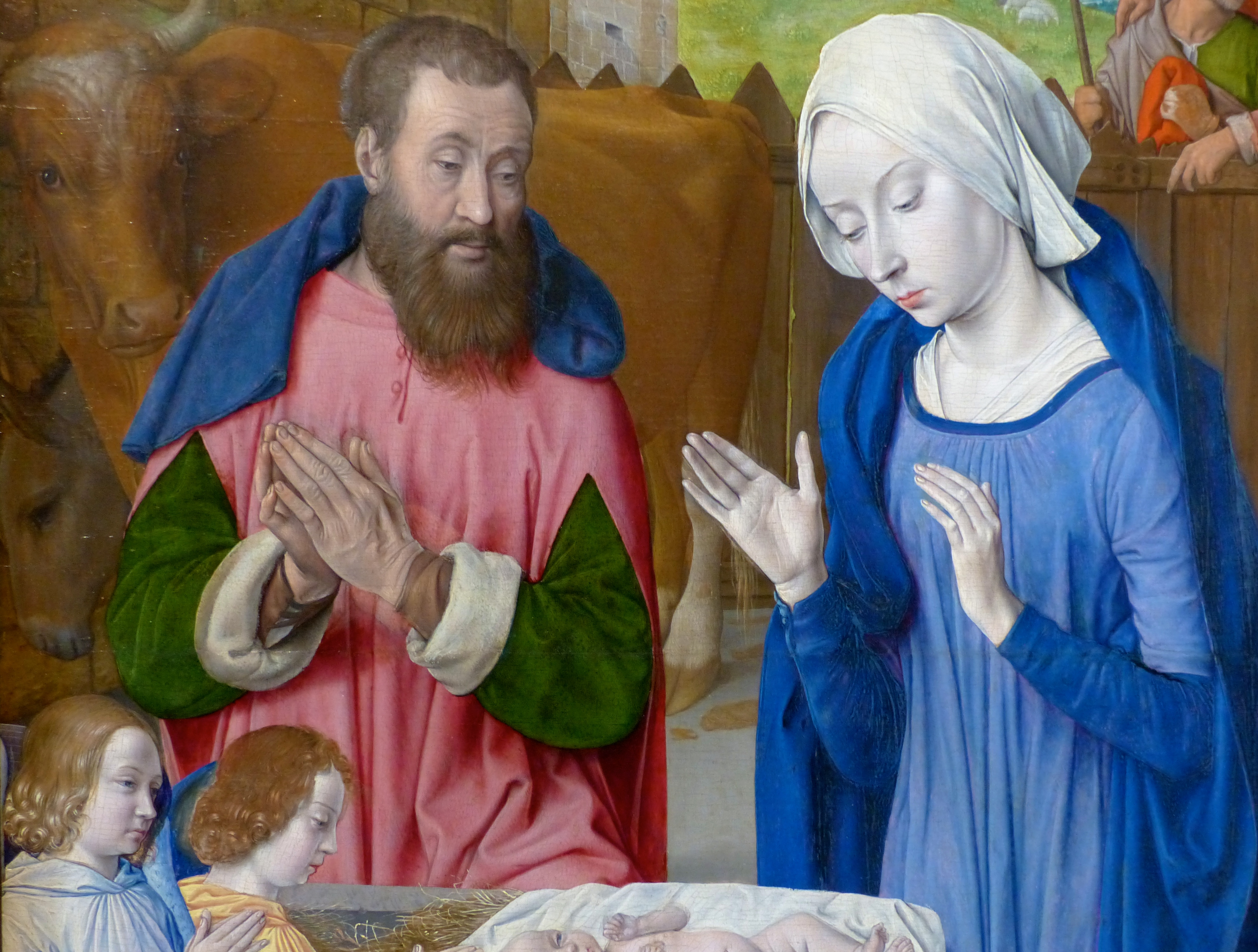
Figures saintes autour du berceau.
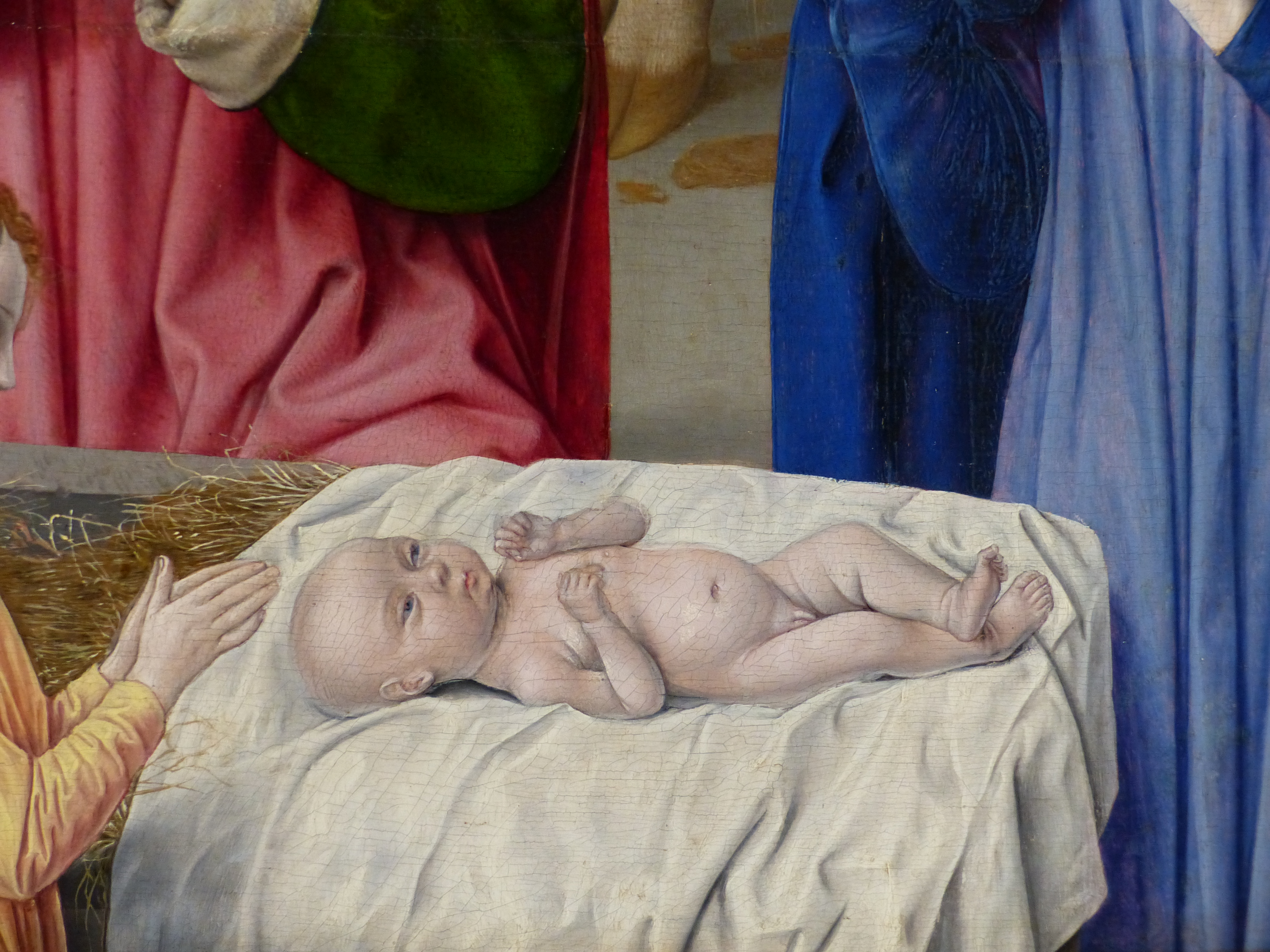
Jésus au berceau.
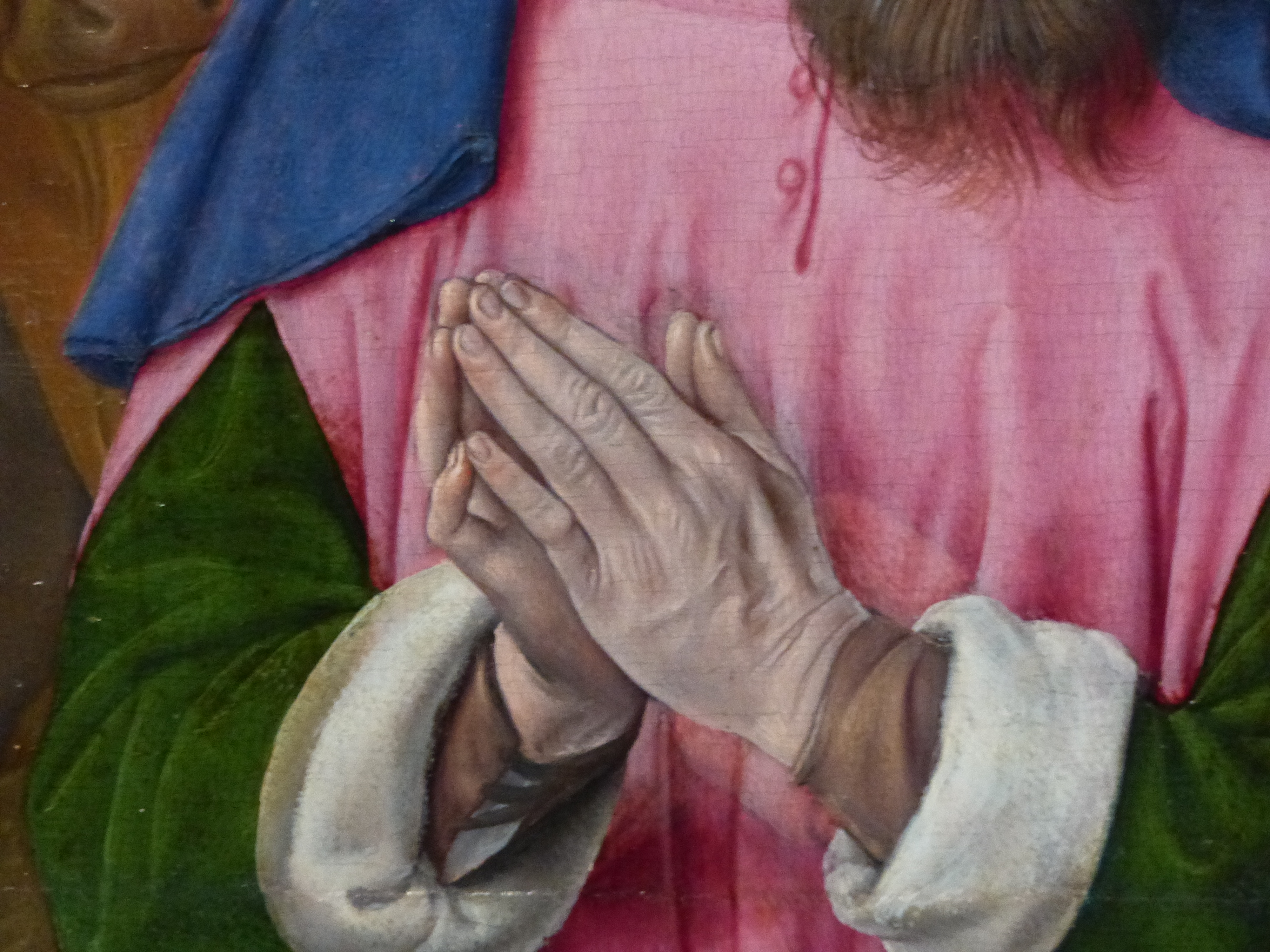
Mains de Joseph.
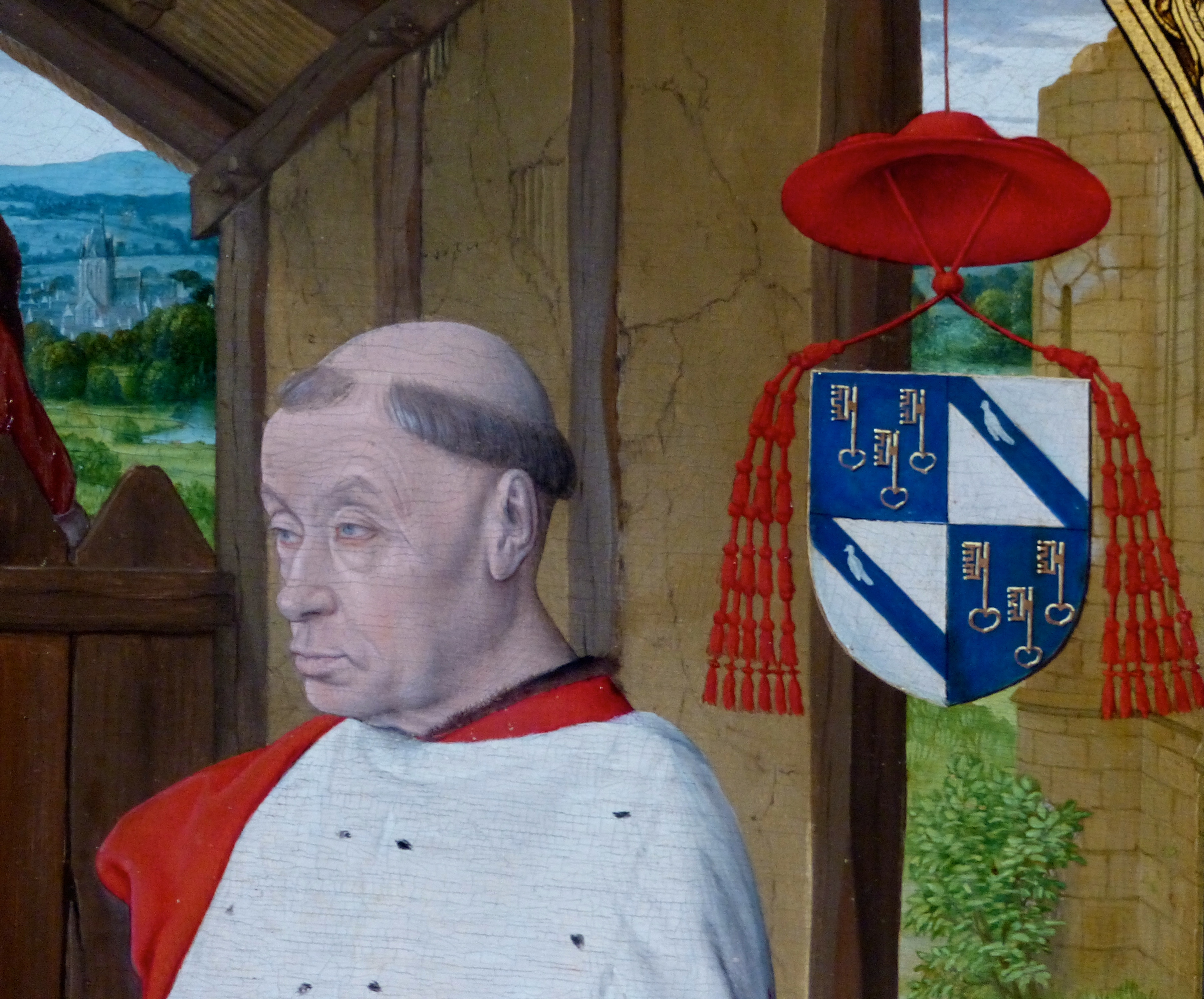
Attributs cardinalices.
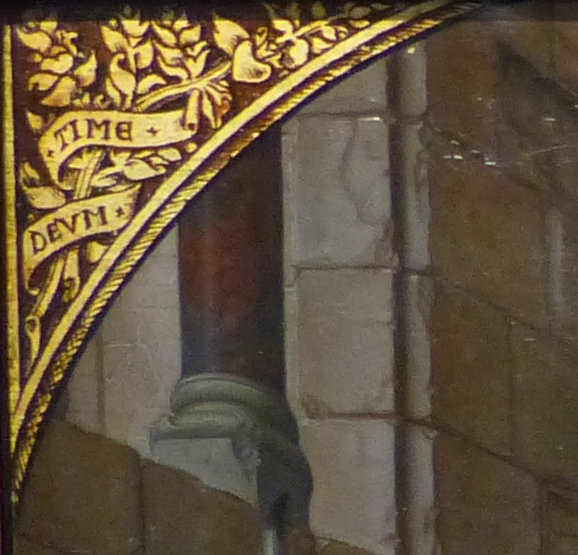
Devise du cardinal.
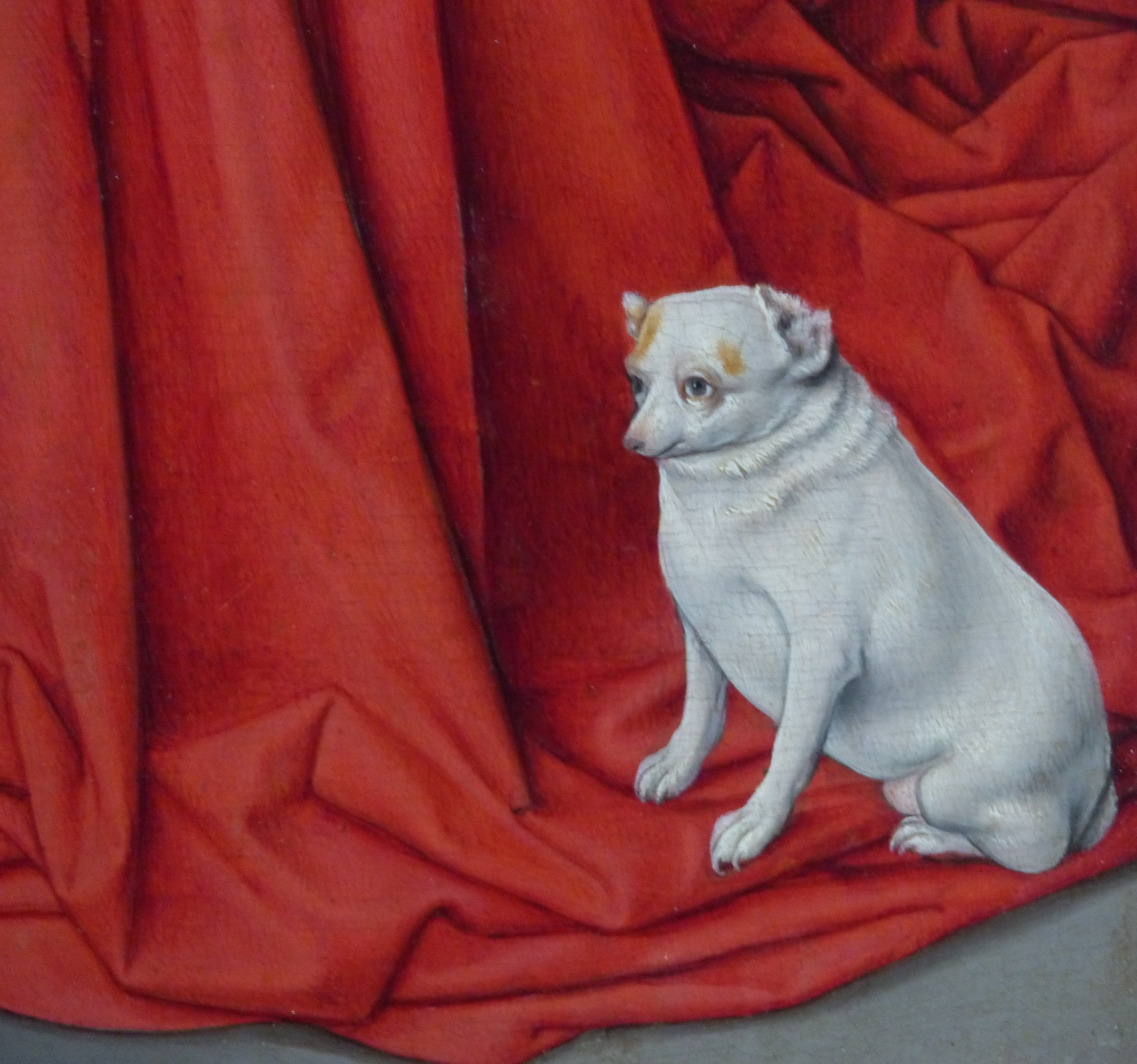
Chien du cardinal.
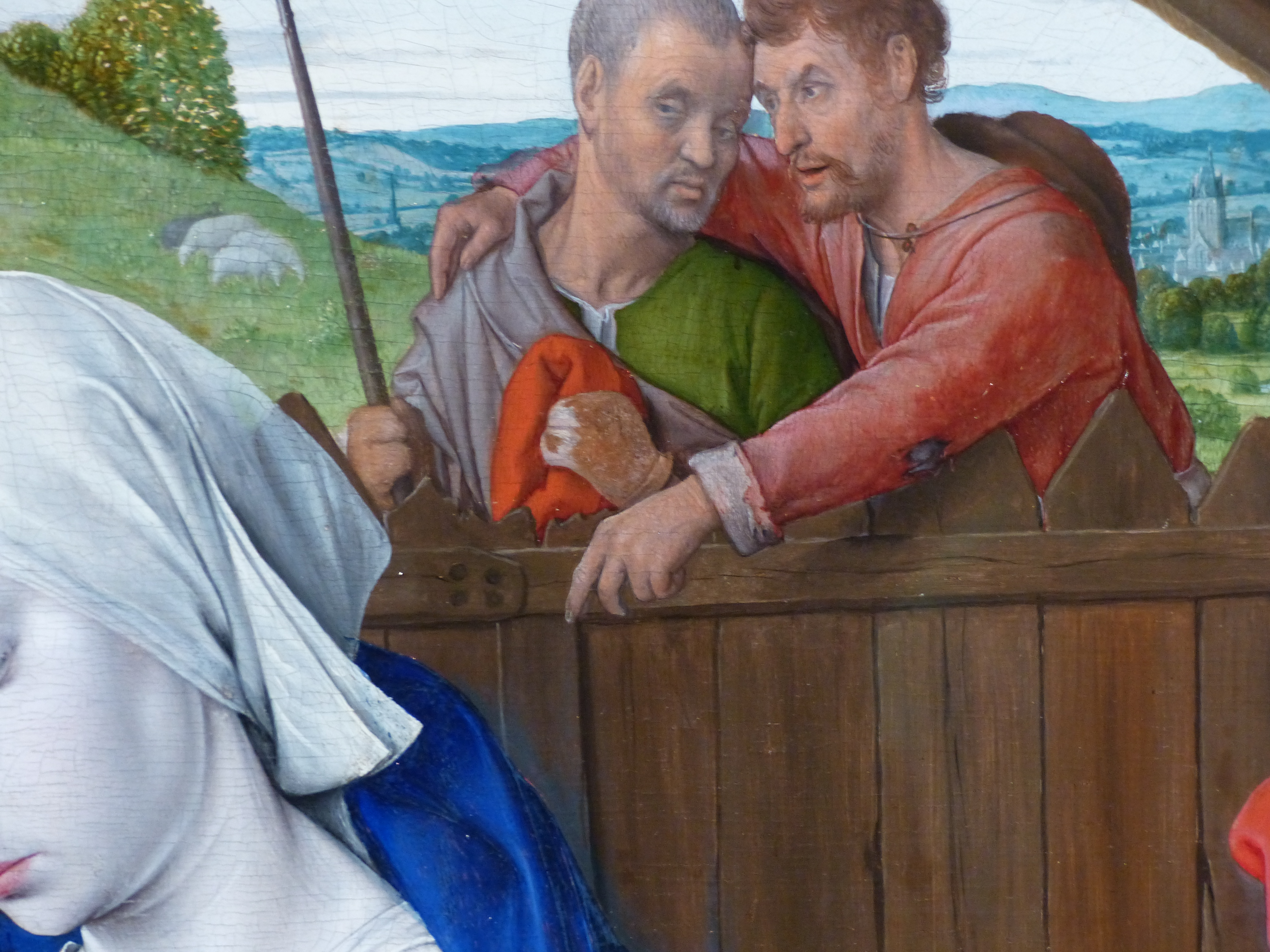
Groupe des bergers.
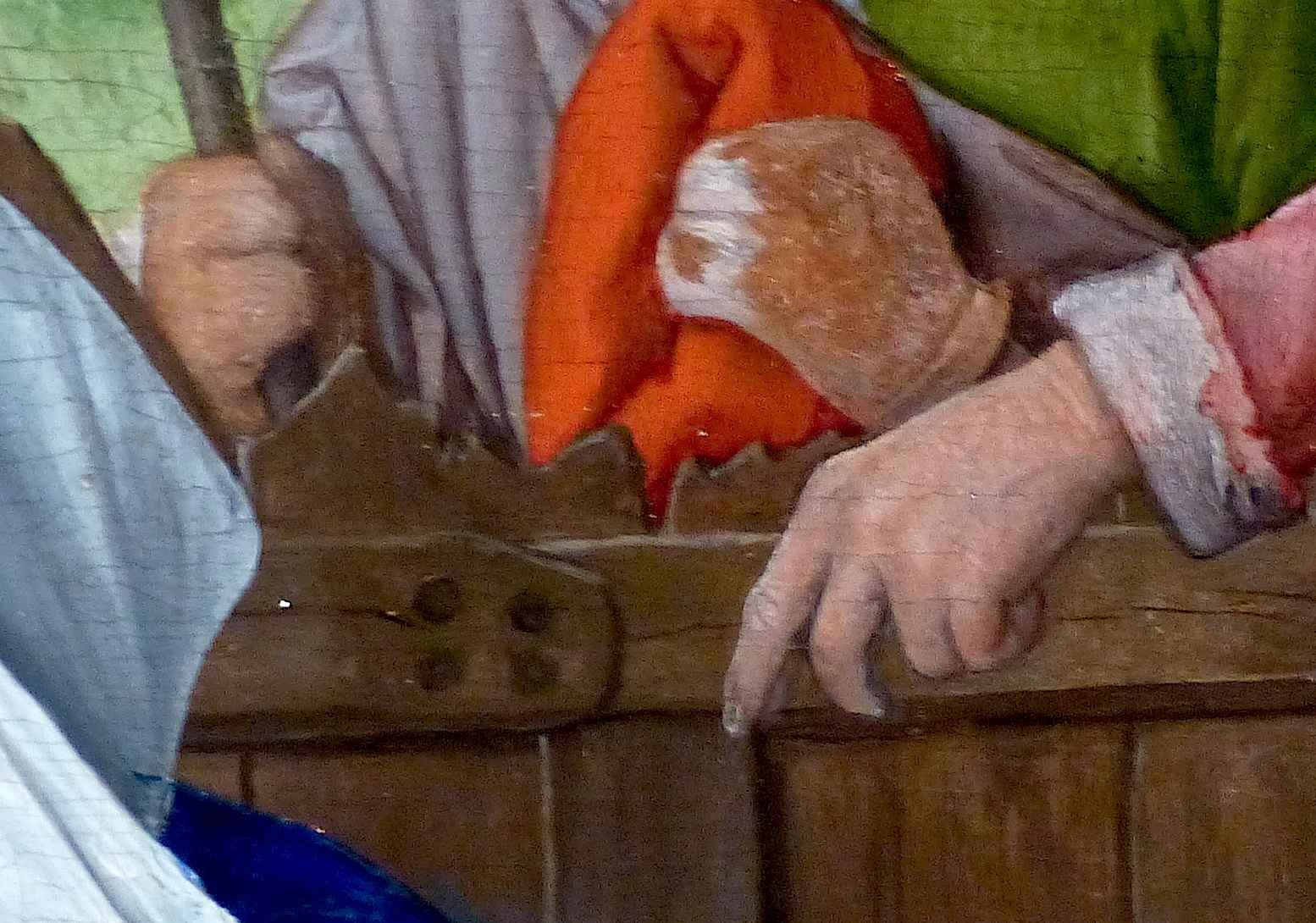
Les piquets endommagés.

## Analyse

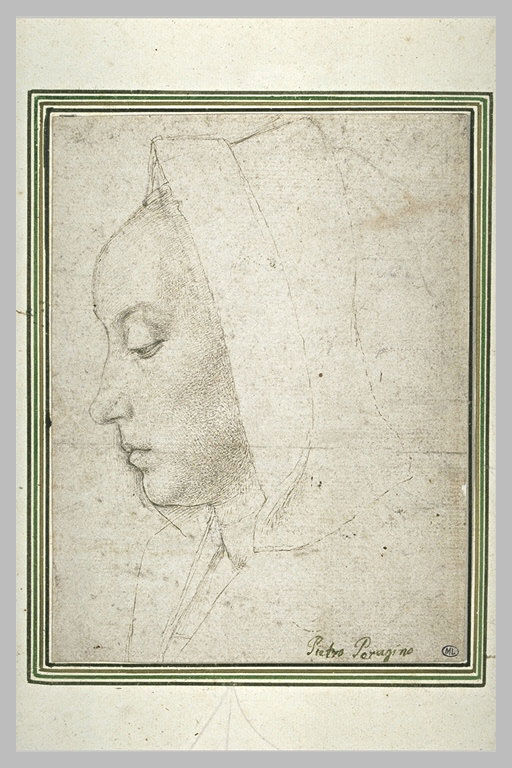
Femme de profil. Dessin de Jean Hey, dit le maître de Moulins exécuté vers 1480. Conservé au musée du Louvre, inv RF 31039.

Le style est celui des primitifs flamands : les collines bleutées du paysage du fond, les bergers en conversation, la taille des personnages encore en perspective signifiante (la vierge est manifestement plus grande, les anges penchés sur le berceau en attestent), malgré les avancées sensibles de la Renaissance du Nord.
On retrouve les éléments symboliques classiques de l'iconographie chrétienne :
- le bleu marial (vêtement de Marie),
- le rouge de la Passion du Christ (robe du cardinal),
- le blanc de la Pureté (visage et coiffe de Marie, l'hermine de la cape du cardinal, le pelage de son chien),
- la fidélité incarnée par le chien.

Les traits de la Vierge sont proches de ceux d'une Femme de profil, conservé au musée du Louvre.
Plus éloigné des préoccupations proprement religieuses, la présence du chien du cardinal à ses côtés est un indice de la volonté du commanditaire d'une œuvre plus proche de lui, et s'inscrit dans une évolution du ressenti face aux œuvres d'art.
À noter un détail iconographique peu ou pas expliqué : la présence, sur la barrière séparant les bergers de la scène sainte, de piquets aux pointes endommagées (similitude que l'on peut rapprocher du même détail figurant dans L'Annonciation du couvent San Marco de Fra Angelico à Florence, datant de 1443, sur la barrière délimitant là l'hortus conclusus).

## Lieux d'exposition de l'œuvre
Bien que ce soit l'œuvre emblématique du musée Rolin d'Autun, le tableau fit l'objet de prêts pour des expositions temporaires :
- du 6 octobre au 10 janvier 2011 lors de l'exposition France 1500, entre Moyen Âge et Renaissance, Grand Palais de Paris[4].
- du 27 février au 30 mai 2011, suivant la même exposition partie aux États-Unis, à l'Art Institute de Chicago.